# درخت مرهم

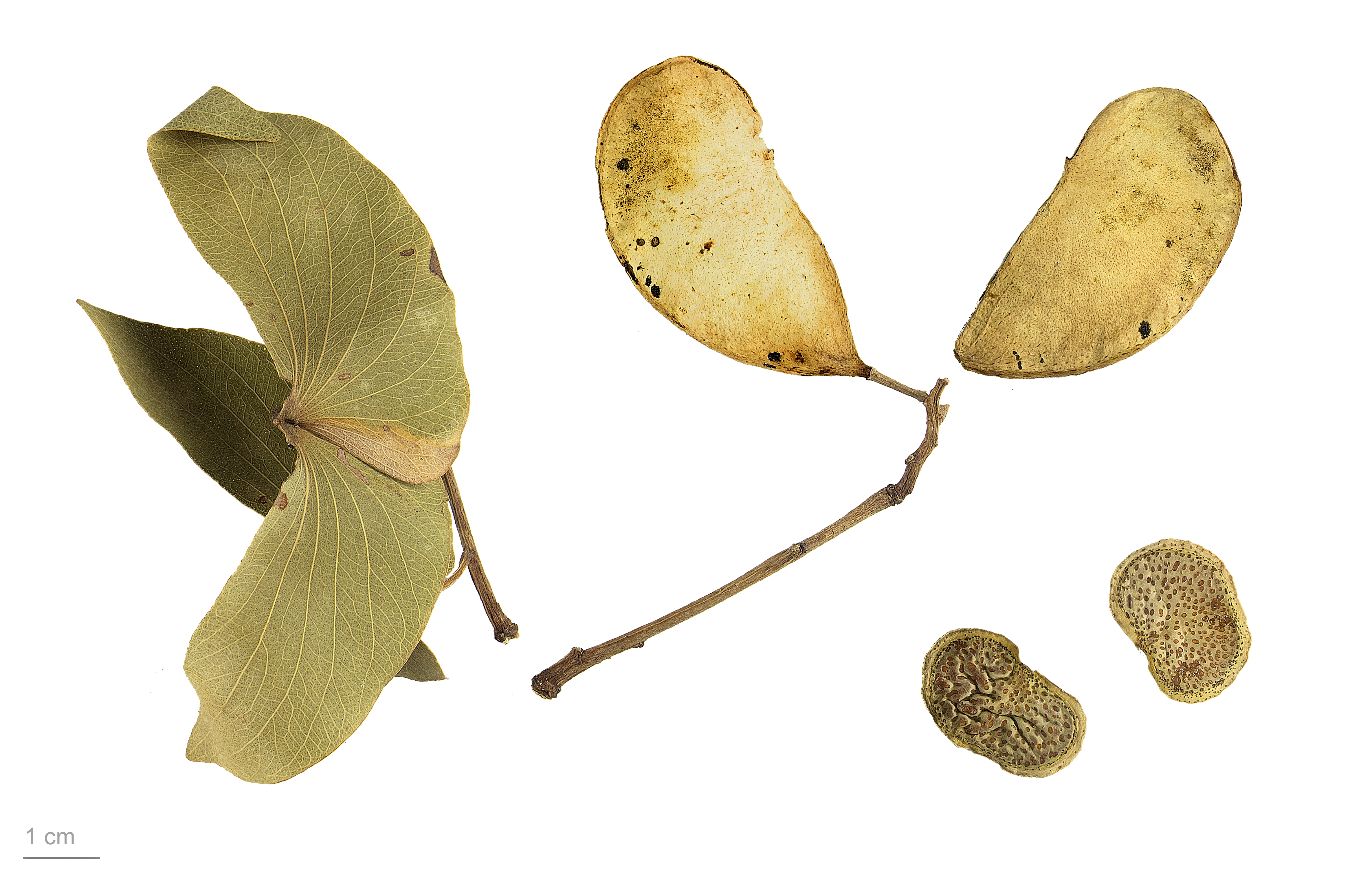
Colophospermum mopane

درخت مرهم (نام علمی: Colophospermum mopane) نام یک گونه از تیره باقلاییان است.